# Caitlin Foord
Caitlin Jade Foord (born 11 November 1994) er en kvindelig australsk fodboldspiller, der spiller for FA Women's Super League klubben Arsenal. Hun blev den yngste australier, der spillede ved et verdensmesterskab i fodbold, da hun som 16 årig spillede ved VM i fodbold for kvinder 2011.
I 2011 blev hun udnævnt til den bedste unge kvindelige spiller ved VM i fodbold for kvinder 2011, samt Bedste unge asiatiske kvindelige fodboldspiller og Bedste kvindelige U20 fodboldspiller i Australien. I 2016 fik hun tildelt hæderen Bedste Asiatiske Kvindelige Fodboldspiller af Asian Football Confederation (AFC).

## Hæder

### Klub
Sydney FC
- W-League Premiership: 2010–11[1]
- W-League Championship: 2012–13[1]
- W-League Championship: 2018–19[1]

Perth Glory
- W-League Premiership: 2014[1]

### International
Australien
- AFF U-16 Women's Championship: 2009[1]
- AFC Olympiske kvalifikation: 2016[1]
- Tournament of Nations: 2017[1]

### Individuel
- VM i fodbold for kvinder Bedste kvindelige unge spiller: 2011[2]
- Årets Asiatiske Kvindelige Fodboldspiller: 2011[3]
- Football Federation Australia Årets U20 kvindelige fodboldspiller: 2011[4]
- Årets Asiatiske kvindelige fodboldspiller: 2016[5]